# اچ‌ام‌اس نیوجرسی (۱۷۳۲)
اچ‌ام‌اس نیوجرسی (۱۷۳۲) (به انگلیسی: HMS Deptford (1732)) یک کشتی بود که طول آن ۱۴۴ فوت (۴۳٫۹ متر) بود.